# Broughton (Flintshire)
Pour les articles homonymes, voir Broughton.
Broughton (en gallois Brychdyn) est une communauté du Flintshire, au nord-est du pays de Galles, proche de la frontière avec l'Angleterre et située à l'ouest de la ville anglaise de Chester. Avec le village proche de Bretton, sa population était de 5 791 habitants au recensement de 2001.

## Économie
Broughton abrite une grande usine aéronautique. Elle fut achevée à la fin de 1939 pour Vickers Armstrong et la construction de 5 786 bombardiers Wellington. De Havilland Aircraft prit le contrôle de l'usine en 1948 et y construisit plus de 2 816 avions de différents modèles. Aujourd'hui, c'est devenu l'une des usines d'Airbus, fabriquant des ailes pour les modèles A320, A330/A340, A350 et A380. Les ailes produites à Broughton sont transportées par les avions Beluga, à l'exception des grandes ailes de l'A380 qui sont transportées par barge le long de la rivière Dee jusqu'au port proche de Mostyn.
La ville abrite aussi une zone commerciale fréquentée, connue sous le nom de Broughton Retail Park où les principales enseignes comme Tesco sont représentées.

## Source
- (en) Cet article est partiellement ou en totalité issu de l’article de Wikipédia en anglais intitulé « Broughton, Flintshire » (voir la liste des auteurs).